# Lupinina
La lupinina es un alcaloide quinolizidínico de sabor amargo presente en las especies de Lupinus −altramuces−, plantas de la familia Fabaceae. La literatura científica contiene muchos informes sobre el aislamiento y la síntesis de este compuesto. El característico sabor amargo de los altramuces, atribuible a los alcaloides que contienen, los hace no aptos para el consumo humano y animal. Sin embargo, como tienen un potencial valor nutritivo debido a su alto contenido en proteínas, se han hecho esfuerzos para reducir su contenido en alcaloides, así como el desarrollo de variedades "dulces" de Lupinus.

## Aislamiento
Uno de los primeros aislamientos de lupinina, de Lupinus palmeri recogido en Utah, EE. UU., es la reportada por Couch, quien fue capaz de obtener lupinina cristalina sin el uso de técnicas de cromatografía.

## Síntesis

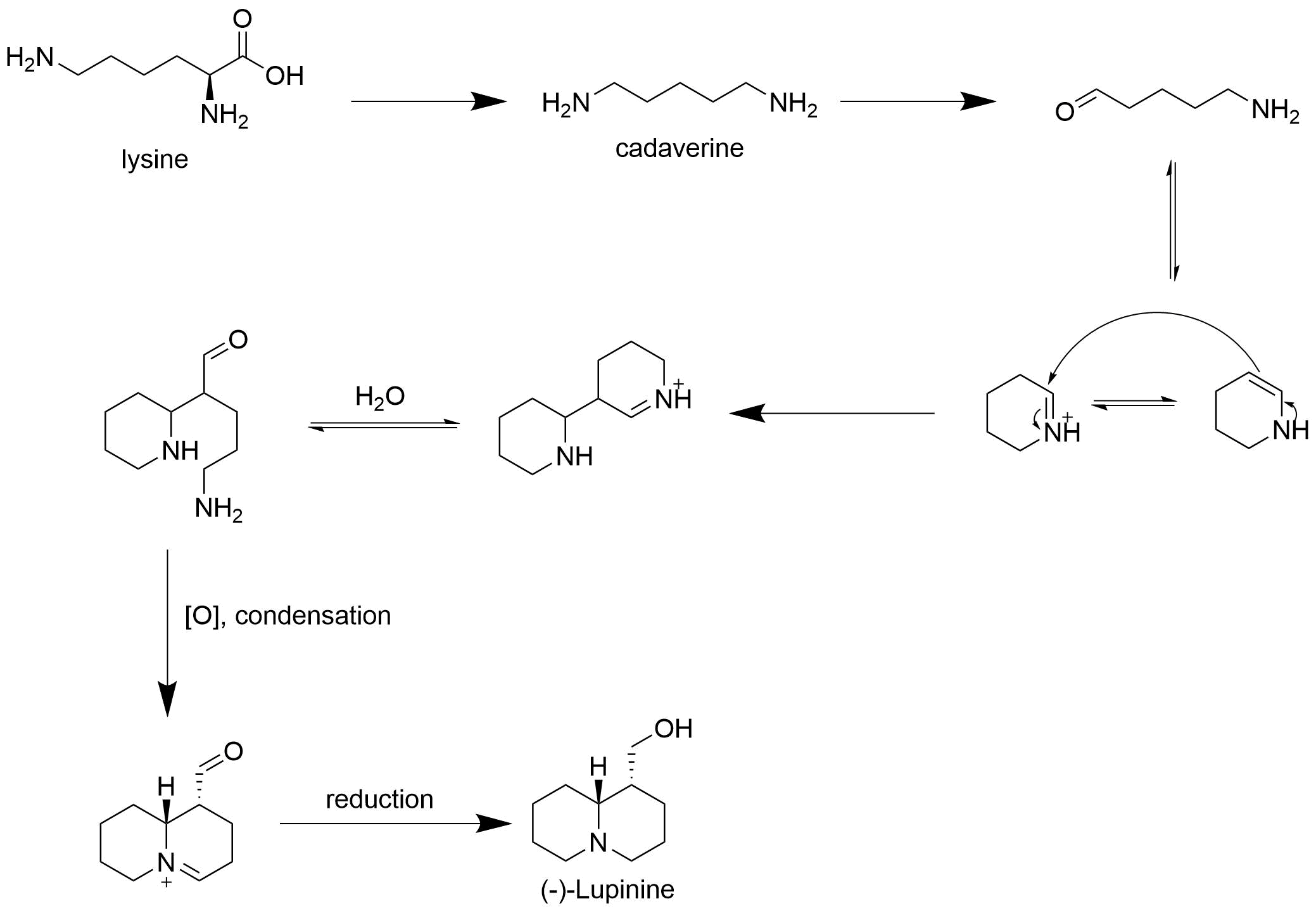
Biosíntesis de la lupinina

Hay numerosas síntesis de lupinina en la literatura. Una síntesis reciente, notable porque describe la preparación de los cuatro estereoisómeros de lupinina, y que contiene muchas referencias a trabajos anteriores en este campo, fue publicada por Ma y Ni.